# Arg-e Täbris
Arg-e Täbris (persisch ارگ تبریز Arg-e Tabrīs, IPA:  [æɾg ɛ tæbɾiz]) sind historische Moscheereste in der iranischen Stadt Täbris. Arg-e Täbris ist eine der höchsten historischen Mauern in Iran und ein Wahrzeichen der Stadt. Die Mauer befindet sich im Stadtzentrum an der Südseite des Knotenpunktes der Imam-Chomeini-Straße und der Firdausistraße.

## Geschichte
Die Moschee wurde in der Ilchane-Ära unter Aufsicht des Ministers Tadsch od-Din Alischah begonnen. Nach dem Tod des Ministers und dem Einsturz des Daches wurde der Bau unterbrochen. Später wurde Arg-e Täbris während der Safawidenära als Bildungszentrum genutzt. Während der osmanischen Besetzung folgte die Zerstörung. In der Kadscharenära während des Russisch-Persischen Kriegs diente das Gebäude der iranischen Armee als Speicher und Lager. Nach der heute so genannten Islamischen Revolution wurde ein großer Teil der Mauer 1981 planiert und gesprengt, um Platz für eine neue Freitagsmoschee zu erhalten.
Derzeit steht lediglich ein Teil der riesigen Mauer und des Mihrabs des südlichen Schabestans. Die Reste der Mauer sind ca. 28 m hoch. Die letzten Restaurierungen erfolgten 2013 auf Veranlassung der Organisation für Kulturerbe, Handwerk und Tourismus.